# Патрона Халил
Патрона Халил (око 1690. - 25. новембар 1730.) је био вођа побуњених јаничара на крају "периода лала".

## Биографија
Рођен је у Рупишту у Македонији око 1690. године. Ступио је у јаничарски ред и 1720. године учествује у побуни јаничара у Нишу. Његови следбеници су бројали 12.000 јаничара, углавном Албанци. Узрок пада султана Ахмеда III и везира Дамада био је „ирански рат“ који је избио 1730. године када је шах Тахмасп II повратио територије које су у претходном рату освојили Турци. Везир је тада припремао поход у Иран, али се морао суочити са побуном јаничара под Патроном Халилом. Халил је заузео престоницу и приморао султана да отпусти Дамада. Велики везир погубљен је 29. септембра. Убрзо је и Ахмед приморан на абдикацију у корист сина Мустафе, Махмуда I. Нови султан на превару је заробио Халила и наредио да га задаве (25. новембар 1730. година).
Његов грчки пријатељ Јанаки и 7.000 људи који су га подржавали такође су убијени. Љубомора коју су официри јањичара осећали према Патрони и њихова спремност да помогну у његовом уништењу, олакшали су напоре присталица Махмуда I да зауставе побуну.

## Види jош
- Кочи Беj